# Avenbokar
Avenbokar (Carpinus) är ett släkte träd och buskar med cirka 25 arter i familjen björkväxter. Släktet beskrevs vetenskapligt 1754 av Philip Miller och förekommer i den tempererade delen på norra halvklotet och vidare söderut till Indien och Iran. I Sverige förekommer avenbok (Carpinus betulus) naturligt.

## Dottertaxa till Avenbokar, i alfabetisk ordning[1]
- Avenbok (Carpinus betulus)
- Carpinus caroliniana
- Carpinus chuniana
- Carpinus cordata
- Carpinus dayongiana
- Carpinus eximia
- Carpinus faginea
- Carpinus fangiana
- Carpinus fargesiana
- Carpinus hebestroma
- Carpinus henryana
- Japansk avenbok (Carpinus japonica)
- Carpinus kawakamii
- Carpinus kweichowensis
- Carpinus laxiflora
- Carpinus lipoensis
- Carpinus londoniana
- Carpinus luochengensis
- Carpinus mengshanensis
- Carpinus mianningensis
- Carpinus microphylla
- Carpinus mollicoma
- Carpinus monbeigiana
- Carpinus omeiensis
- Orientalisk avenbok (Carpinus orientalis)
- Carpinus paohsingensis
- Carpinus polyneura
- Carpinus pubescens
- Carpinus purpurinervis
- Carpinus putoensis
- Carpinus rankanensis
- Carpinus rupestris
- Carpinus schuschaensis
- Carpinus shensiensis
- Carpinus shimenensis
- Carpinus tientaiensis
- Carpinus tropicalis
- Carpinus tsaiana
- Carpinus tschonoskii
- Carpinus turczaninowii
- Carpinus viminea

## Bildgalleri

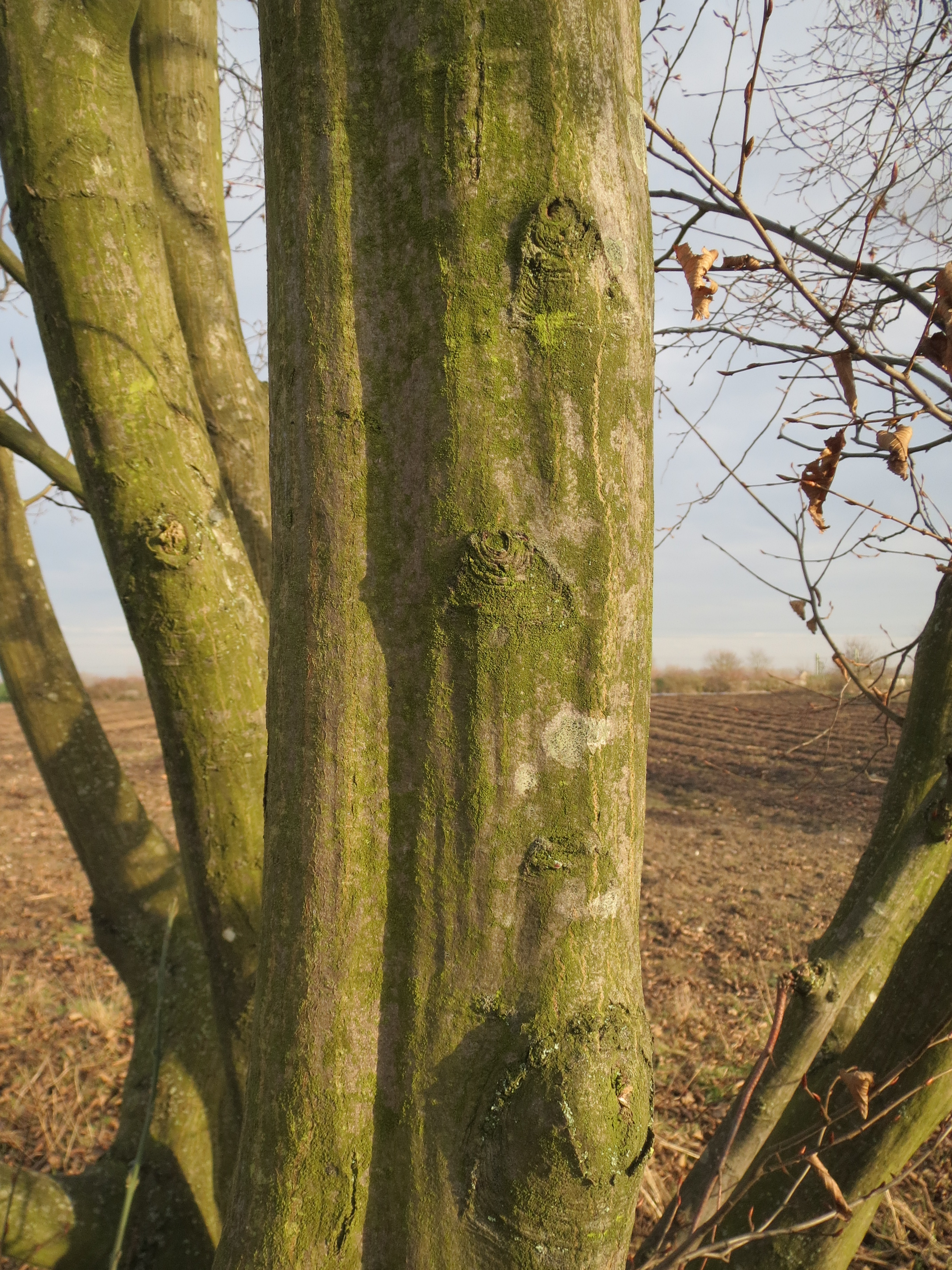